# Сумерки (фильм, 1988)
«Сумерки» (англ. Nightfall) — фантастический фильм Пола Майерсберга, снятый в 1988 году. Является вольной экранизацией рассказа Айзека Азимова «Приход ночи».

## Сюжет
Действие фильма происходит на планете, где долгота дня исчисляется не часами, как на Земле, а тысячелетиями. Вследствие этого, поколения, живущие при «вечном» дне, воспринимают рассказы о ночи как сказки. Однако же момент наступления сумерек, а за ними и ночи, всё ближе и опасность, грозящую цивилизации, осознаёт лишь горстка учёных. Другие же жители планеты либо не верят в это, либо считают, что наступление тьмы означает конец света.

## В ролях
- Дэвид Бирни — Этон
- Сара Дуглас — Роа
- Алексис Каннер — Сор
- Андра Миллиан — Ана
- Старр Андреефф — Бет
- Чак Хейуорд — Кин
- Джонатан Эмерсон — Архитектор
- Сьюзи Линдеман — Боффин
- Расселл Уиггинс — Зол
- Ларри Хэнкин — король пустыни

Фильм был снят в Аркозанти (штат Аризона, США), экспериментальном городе, архитектура которого призвана минимально воздействовать на окружающую среду.
В 2000 году по этому же рассказу Азимова режиссёром Гвинет Гибби был снят новый фильм.